# Condado de Alamosa
O Condado de Alamosa é um dos 64 condados do Estado americano do Colorado. A sede do condado é Alamosa, e sua maior cidade é Alamosa. O condado possui uma área de 1.874 km² (dos quais 2 km² estão cobertos por água), uma população de 14.966 habitantes, e uma densidade populacional de 8 hab/km² (segundo o censo nacional de 2000). O condado foi fundado em 8 de março de 1913.